# هایمنکیرش
هایمنکیرش (به آلمانی: Heimenkirch) یک شهر در آلمان است که در Lindau واقع شده‌است. هایمنکیرش ۳٬۶۹۳ نفر جمعیت دارد.

## خواهرخوانده
شهر بالاشایارمات خواهرخواندهٔ هایمنکیرش هست.